# Juan Martín Gonella
Juan Martín Gonella Cores, noto semplicemente come Juan Gonella (Montevideo, 16 marzo 1996), è un calciatore uruguaiano, attaccante del Buccino Volcei.

## Caratteristiche tecniche
È un centravanti.

## Carriera
Ha esordito fra i professionisti l'11 novembre 2016 disputando con il Dep. Maldonado l'incontro di Segunda División Profesional pareggiato 1-1 contro l'Atenas.